# Basaltemperatur
Basaltemperatur (BBT) kroppstemperatur (normalt den hos kvinnor) är temperaturen precis efter uppvaknandet, innan man har börjat med några fysiska aktiviteter.
Hos kvinnor orsakar ägglossningen en ihållande ökning av minst 0,2 °C i BBT. Övervakning av BBT är ett sätt att uppskatta dagen för ägglossningen. En kvinnas tendens att ha lägre temperaturer före ägglossningen och högre temperaturer efteråt är känd som ett bifasiskt temperaturmönster. Kartläggning av detta mönster kan användas som en del av fertilitetsmedvetenheten. BBT för män är jämförbart med BBT för kvinnor i deras follikelfas.

## Hormonella orsaker till bifasiska mönster
De högre nivåerna av östrogen som finns under den pre-ovulatoriska (follikulära) fasen av menstruationscykeln sänker BBT. De högre nivåerna av progesteron som frigörs av corpus luteum efter ägglossningen höjer BBT. Efter ägglossningen kommer temperaturen att höjas med minst 0,2 °C, i minst 72 timmar, jämfört med de föregående sex dagarna.
Om graviditet inte uppstår orsakar sönderdelningen av corpus luteum en minskning av BBT som ungefär sammanfaller med början av nästa menstruation. Om graviditet inträffar fortsätter corpus luteum att fungera (och upprätthålla höga BBT) under graviditetens första trimester. Efter första trimestern sjunker kvinnans kroppstemperatur till hennes pre-ägglossningsnormala när moderkakan tar över funktioner som tidigare utförts av corpus luteum. 

## BBT som preventivmetod

### För undvikande av graviditet
Kartläggning av basala kroppstemperaturer används i vissa metoder för fertilitetsmedvetenhet, såsom symptotermisk metod, och kan användas för att bestämma uppkomsten av post-ovulatorisk infertilitet. När BBT ensam används för att undvika en graviditet kallas det ibland temperaturrytmmetoden.
Basal kroppstemperatur ensam är mest effektiv för att förhindra graviditet om paret avstår från samlag från början av menstruationen till den tredje dagen efter att den basala kroppstemperaturen har stigit. BBT:er visar bara när ägglossningen har inträffat, men de förutsäger inte ägglossningen. Spermier varar vanligtvis i minst tre dagar och kan överleva så länge som en vecka, vilket gör förutsägelse av ägglossning flera dagar i förväg nödvändig för att undvika graviditet. 

### Effektivitet
Det finns begränsade bevis om effektiviteten av fertilitetsmedvetenhet som familjeplaneringsmetod, som använder basal kroppstemperatur som en komponent. Cirka 24 procent av kvinnorna som använder någon typ av fertilitetsmedvetenhetsprogram blir gravida under det första året, jämfört med cirka 85 procent av sexuellt aktiva kvinnor som inte försöker förhindra en graviditet.
Världshälsoorganisationen rankade fertilitetsmedvetenhetsmetoder, som helhet, som en "effektiv" metod för att förebygga graviditeter. WHO placerade fertilitetsmedvetenhetsmetoder i den tredje effektivitetsnivån, efter "mest effektiva" metoder som spiraler och "mycket effektiva" metoder som kombinerade p-piller.

## Användning som diagnostiskt test

### För infertilitet
Infertilitet på grund av brist på ägglossning är vanligt. BBT-diagram kan användas för att identifiera när och om ägglossningen äger rum.
Regelbundna menstruationscykler tas ofta som bevis för att en kvinna har ägglossning normalt, och oregelbundna cykler är bevis på att hon inte är det. Men många kvinnor med oregelbundna cykler har ägglossning normalt, och vissa med regelbundna cykler är faktiskt anovulatoriska eller har en lutealfasdefekt. Register över basal kroppstemperatur kan användas för att exakt avgöra om en kvinna har ägglossning, och om längden på den postovulatoriska (luteal) fasen av hennes menstruationscykel är tillräckligt lång för att upprätthålla en graviditet. 

### För graviditet
De flesta graviditetstester är inte korrekta förrän två veckor efter ägglossningen. Att veta ett uppskattat datum för ägglossning kan förhindra att en kvinna får falska negativa resultat på grund av testning för tidigt. Dessutom betyder 18 dagar i rad med förhöjda temperaturer att en kvinna nästan säkert är gravid.